# بريت بيتمان
بريت بيتمان (بالإنجليزية: Brett Pitman)‏ (31 يناير 1988 بساينت هيلير في جيرزي - ) هو لاعب كرة قدم بريطاني في مركز الهجوم. شارك مع منتخب جيرزي لكرة القدم. أما مع النوادي، فقد لعب مع إيبسويتش تاون ونادي بريستول سيتي ونادي بورنموث.

## وصلات خارجية
- بريت بيتمان على موقع قاعدة بيانات كرة القدم.إي يو (الإنجليزية)
- بريت بيتمان على موقع Soccerbase.com (لاعب) (الإنجليزية)
- بريت بيتمان على موقع Soccerway.com (الإنجليزية)
- بريت بيتمان على موقع عالم كرة القدم.نت (الإنجليزية)